# Hieda no Are
Hieda no Are ( (稗田 阿礼?); fl. VIII secolo) è stato uno scrittore giapponese, noto/a principalmente per il suo ruolo fondamentale nella compilazione del Kojiki (712).
È stato/a attivo/a tra il VII e VIII secolo, ma le date di nascita e morte (così come le informazioni sul genere) sono sconosciute.

## Biografia
Si hanno pochissime informazioni sulla biografia di Are. Secondo un passaggio del Seikyūki (西宮記), è possibile che Are appartenga alla famiglia Sarume-no-Kimi, diretta discendente della dea Ame-no-Uzume.
Molti studiosi, tra cui Kunio Yanagita and Saigō Nobutsuna teorizzano che Are fosse una donna, nonostante gli/le fosse stato dato l'appellativo di toneri (舎人?), titolo di corte tipicamente maschile. La famiglia Sarume-no-Kimi, però, era famosa a corte per le sue sacerdotesse a cui veniva imposta la memorizzazione di antichi manoscritti risalenti all'era degli Dei (attività in cui Are eccelleva). Inoltre, alcuni passaggi del Kojiki sembrano essere stati scritti da una donna (sia per stile che per contenuti).

## Il Kojiki
Nel VII secolo, l'Imperatore Tenmu decise di correggere tutte le inconsistenze storiche presenti nel Teiki e nel Kyūji che circolavano a corte. Tenmu esaminò i documenti e ordinò a Hieda no Are, che all'epoca aveva 28 anni, di memorizzarli. Il grande intelletto di Are era rinomato: "naturalmente spigliato/a e intelligente, Are poteva recitare a memoria ciò che aveva letto o ascoltato solo una volta". Tenmu morì prima che il lavoro potesse essere completato, e il Kojiki venne presentato alla corte della nipote di Tenmu, l'Imperatrice Genmei, da Ō no Yasumaro nel 712.